# Vaneau (métro de Paris)
Pour les articles homonymes, voir Vaneau.
Vaneau est une station de la ligne 10 du métro de Paris, située à la limite des 6e et 7e arrondissements de Paris.

## Situation
La station est implantée à la limite administrative entre le quartier Notre-dame-des-Champs au sud-est et le quartier Saint-Thomas-d'Aquin au nord, à proximité du quartier de l'École-Militaire à l'ouest. Elle se trouve sous la rue de Sèvres, au nord-est du débouché de la rue Vaneau. Orientée selon un axe nord-est/sud-ouest, elle s'intercale entre les stations Duroc et Sèvres - Babylone.
En direction de Boulogne - Pont de Saint-Cloud, elle est suivie, peu avant la station Duroc, d'un ancien raccordement de service avec la ligne 13, vestige de l'ancien tracé de la ligne 10 jusqu'à Invalides. Emprunté par les rames en service voyageurs jusqu'en 1937, il est dorénavant inutilisé et déferré.

## Histoire
La station est ouverte le 6 janvier 1924 soit une semaine après la mise en service du premier tronçon de la ligne 10 entre Invalides et l'actuelle station fantôme Croix-Rouge, intervenue le 30 décembre précédent. Jusqu'à son achèvement, les rames de métro la traversaient sans y marquer l'arrêt.
Elle doit sa dénomination à sa proximité avec la rue Vaneau, laquelle rend hommage à Louis Vaneau (1811-1830), polytechnicien mort lors de la révolution de Juillet 1830.
Dans le cadre du programme « Renouveau du métro » de la RATP, les couloirs de la station et l'éclairage des quais sont rénovés dans le courant des années 2000.

### Fréquentation
Selon les estimations de la RATP, la station a vu entrer 1 028 480 voyageurs en 2019, ce qui la place à la 291e position des stations de métro pour sa fréquentation sur 302,. En 2020, avec la crise du Covid-19, son trafic annuel tombe à 524 526 voyageurs, la classant alors au 287e rang sur 304,, avant de remonter progressivement en 2021 avec 725 826 entrants comptabilisés, la ramenant cependant à la 291e position (sur 304) des stations du réseau pour sa fréquentation cette année-là.

## Services aux voyageurs

### Accès
La station dispose d'un unique accès intitulé « Rue de Sèvres » aménagé au sein d'un édicule se présentant sous forme d'une entrée dans un bâtiment de style Art déco, au no 42 bis de la rue de Sèvres. Implanté en alignement avec le front bâti, il est agrémenté de deux enseignes originales en saillie se rapprochant des styles Val d'Osne (années 1920) et Dervaux (années 1930). Il est bordé sur sa gauche par la fontaine du Fellah et encadré d'immeubles d'habitation édifiés en 2013.
L'accès à la salle de distribution s'effectue au moyen d'une série de deux escaliers fixes.

Accès à la station
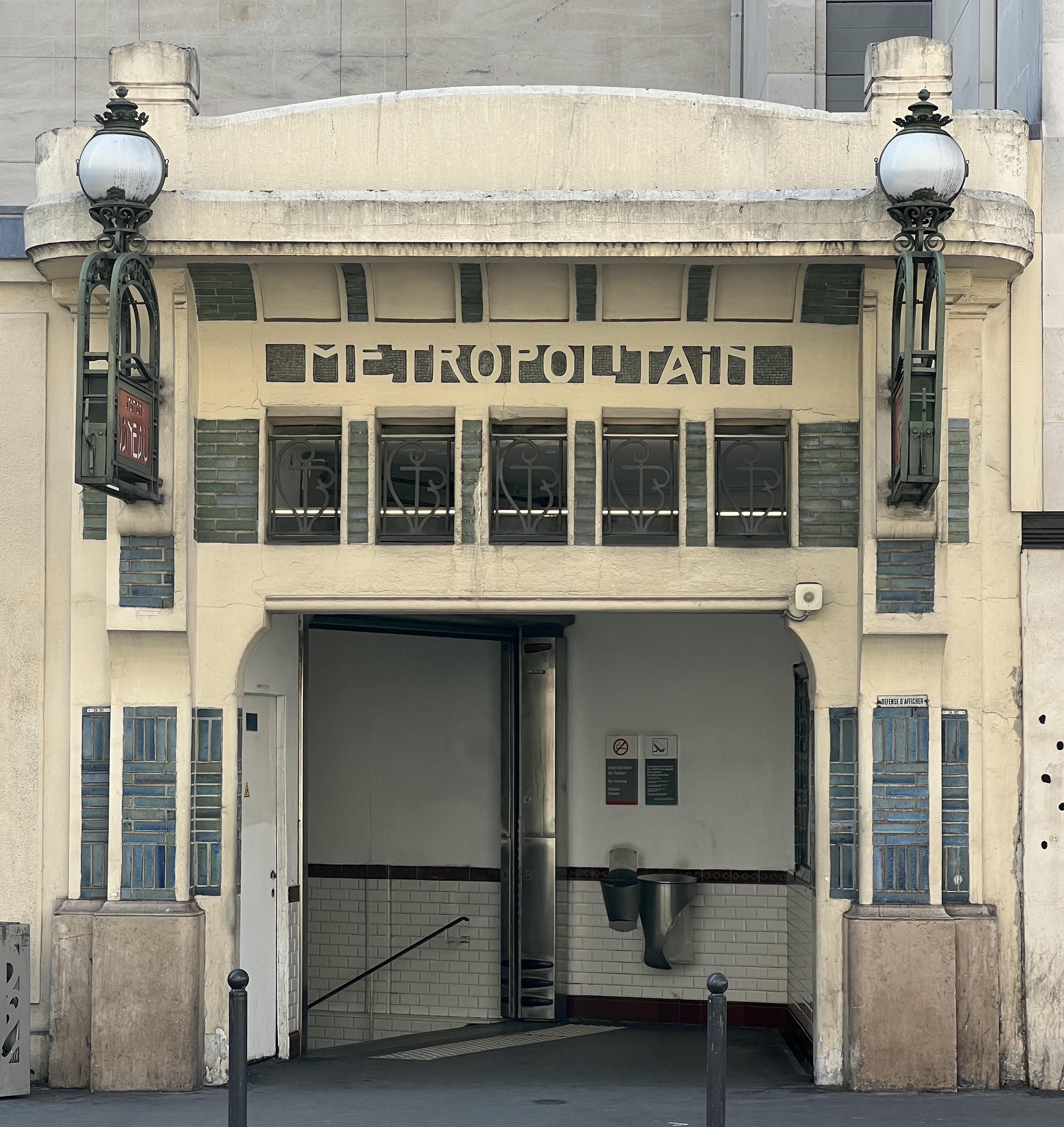
L'unique édicule d'accès de la station.
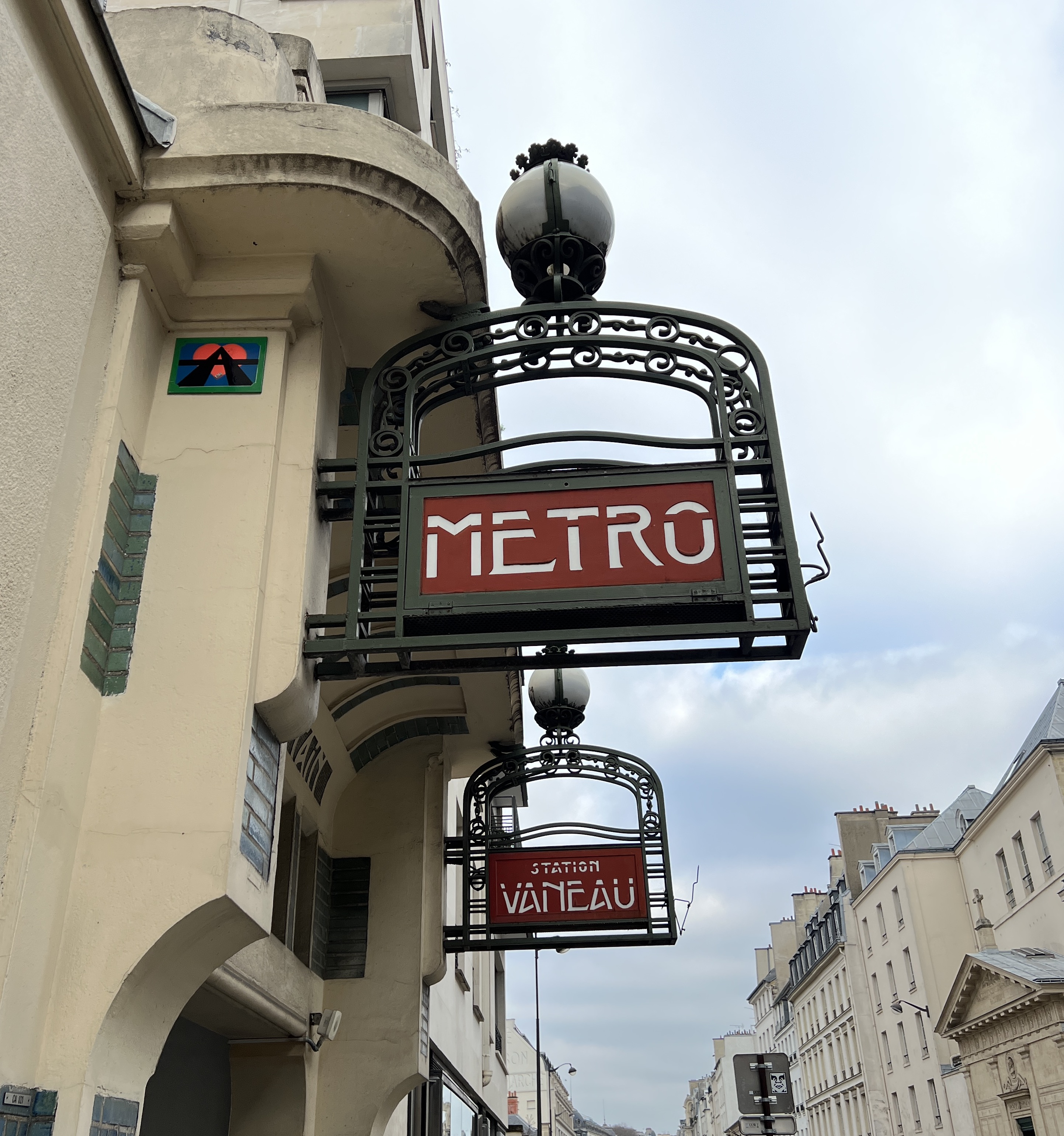
Panneaux signalant l'entrée de la station.
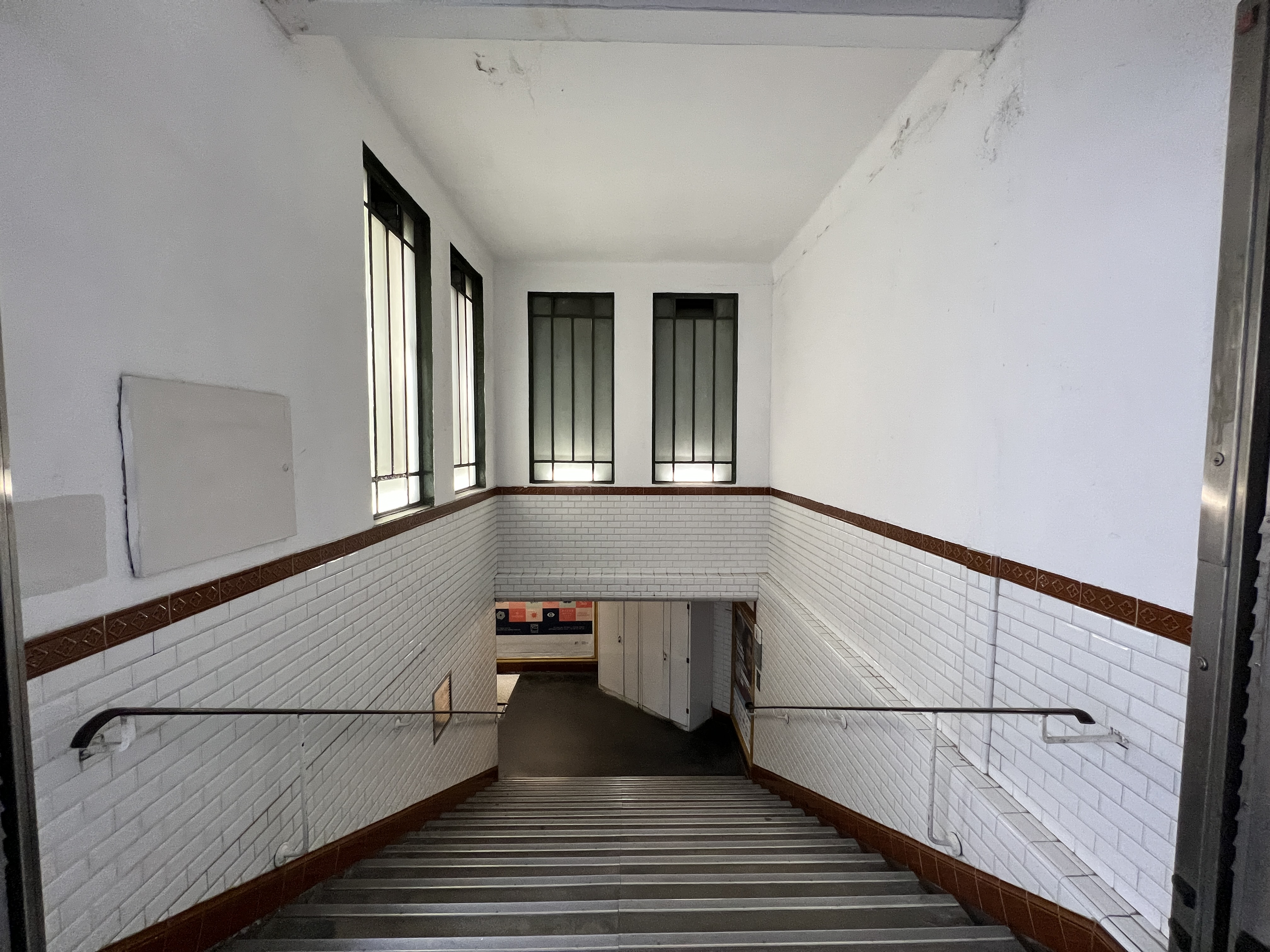
Escaliers d'accès depuis l'intérieur de l'édicule.

### Quais
Vaneau est une station de configuration standard pour le métro de Paris : elle possède deux quais, d'une longueur conventionnelle de 75 mètres, séparés par les voies du métro situées au centre et la voûte est elliptique. Cette dernière se distingue cependant par la hauteur, légèrement supérieure à la moyenne sur le réseau, tandis que la partie inférieure des piédroits est verticale et non courbée en conséquence.
La décoration est du style utilisé pour la majorité des stations du métro : les bandeaux d'éclairage sont blancs et arrondis dans le style « Gaudin » du renouveau du métro des années 2000, et les carreaux en céramique blancs biseautés recouvrent les piédroits, la voûte ainsi que les tympans. Les cadres publicitaires sont en faïence de couleur miel à motifs végétaux et le nom de la station est également incorporé dans céramique murale, selon le style décoratif d'entre-deux-guerres de la CMP d'origine. Les sièges de style « Motte » sont de couleur bleue.

Quais de la station
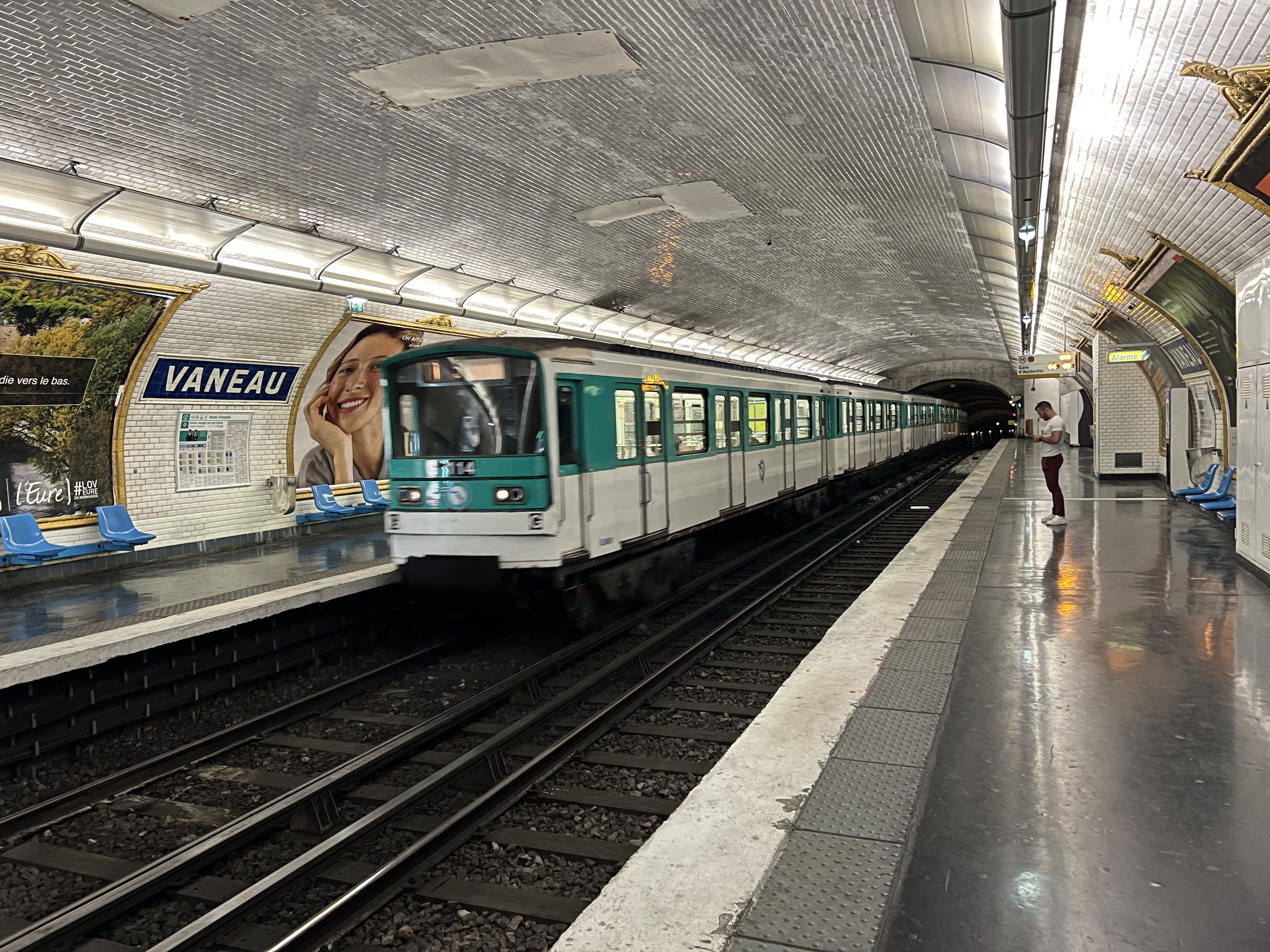
Rame MF 67 entrant en station en direction de Boulogne - Pont de Saint-Cloud.
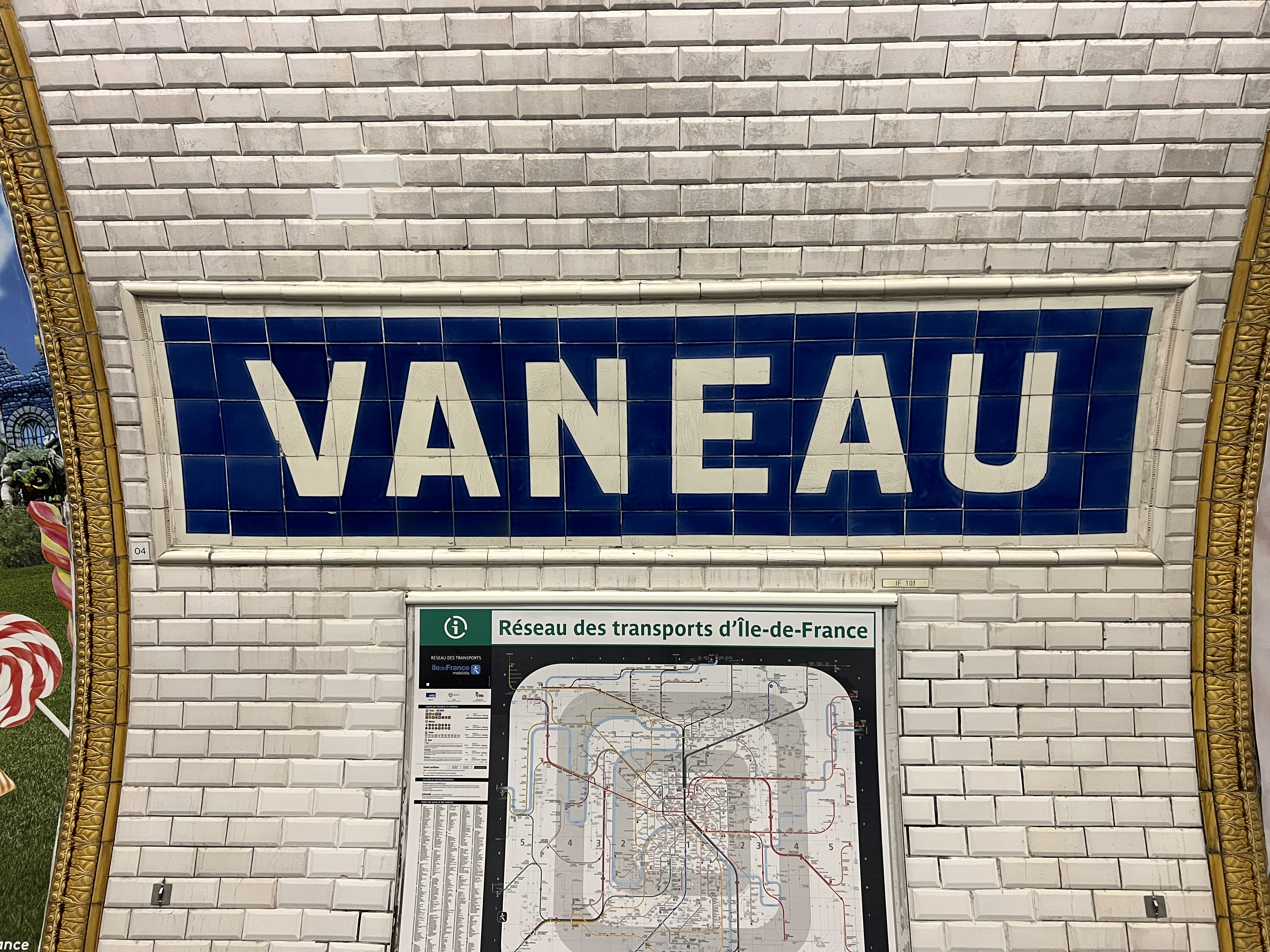
Faïence murale incorporant le nom de la station.
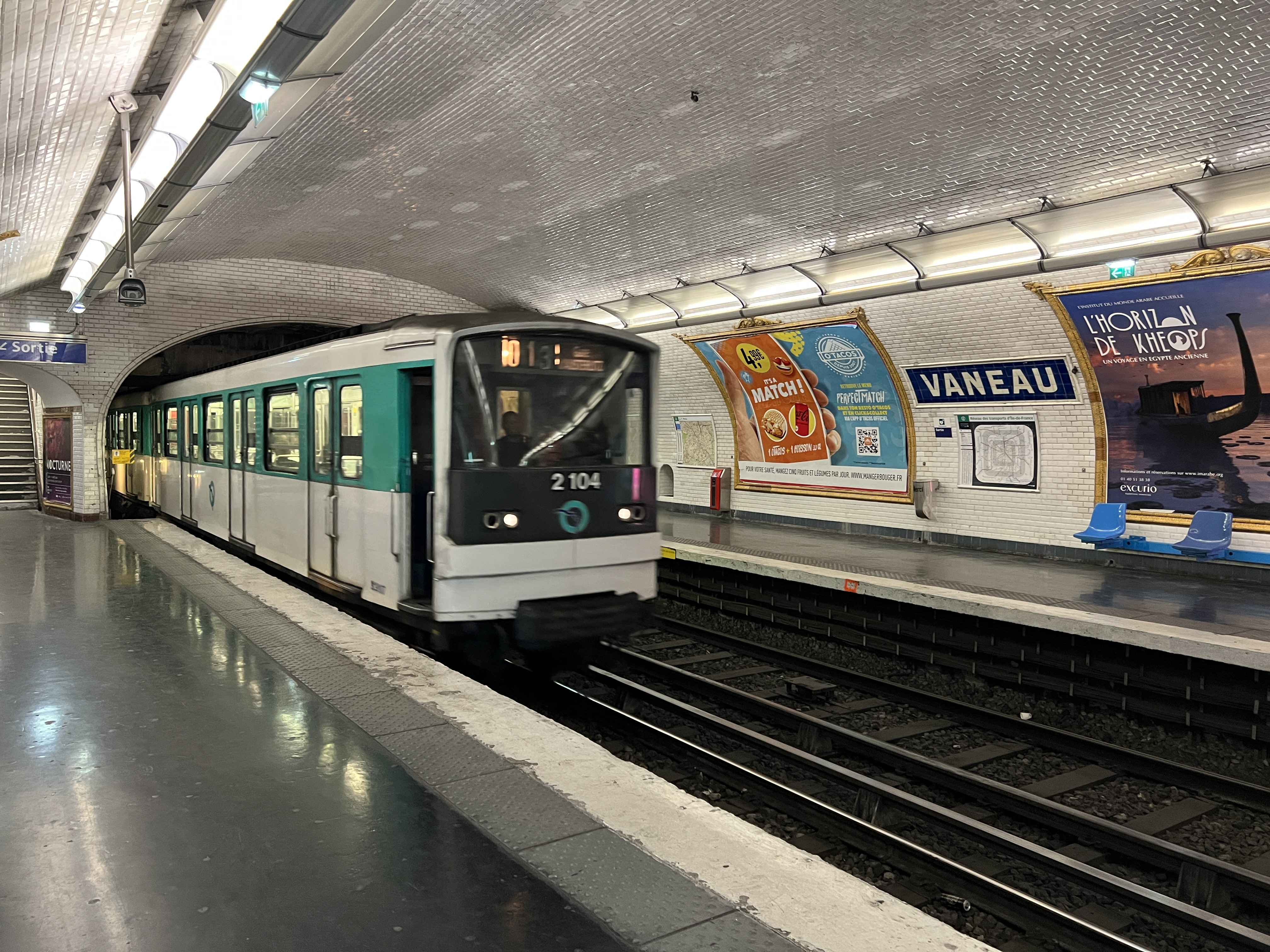
Rame MF 67 entrant en station en direction de Gare d'Austerlitz.

### Intermodalité
La station est desservie par les lignes 70 et 86 du réseau de bus RATP.

## À proximité
- Ancien hôpital Laennec
- Fontaine du Fellah
- Chapelle Saint-Vincent-de-Paul
- Ambassade du Mali
- Ancien musée Hébert (fermé en 2004)
- Jardin Catherine-Labouré